# Prosalirus
Prosalirus é o fóssil de uma rã do Jurássico Inferior, encontrada na Formação Kayenta do Arizona em 1981 por Farish Jenkins.O nome vem do verbo latino prosalire, que significa 'saltar para a frente'. A espécie possui características primitivas, mas perdeu os traços semelhantes às salamandras que os seus antepassados possuíam, como o Triadobatrachus. Tem um esqueleto capaz de absorver a força de saltar com suas patas e cauda, ele também tem ossos longos do quadril, ossos das pernas traseiras e ossos longos do tornozelo, todos semelhantes aos sapos modernos, e é desde 2009 o sapo verdadeiro mais antigo. É o mais velho membro da ordem dos anuros que se conhece. A espécie viveu há 190 milhões de anos, bem antes da primeira rã moderna conhecida, o  Callobatrachus sanyanensis
Em 2020, apenas três esqueletos de Prosalirus foram descobertos.